# Eric Crockford
Eric Bertram Crockford (Wylde Green, Birmingham, West Midlands, 13 d'octubre de 1888 - Four Oaks, Birmingham, 17 de gener de 1958) va ser un jugador d'hoquei sobre herba i de criquet anglès que va competir a començaments del segle xx.
El 1920 va prendre part en els Jocs Olímpics d'Anvers, on va guanyar la medalla d'or com a membre de l'equip britànic en la competició d'hoquei sobre herba. Entre 1911 i 1922 també jugà a criquet.